# Herman Johannes van der Weele

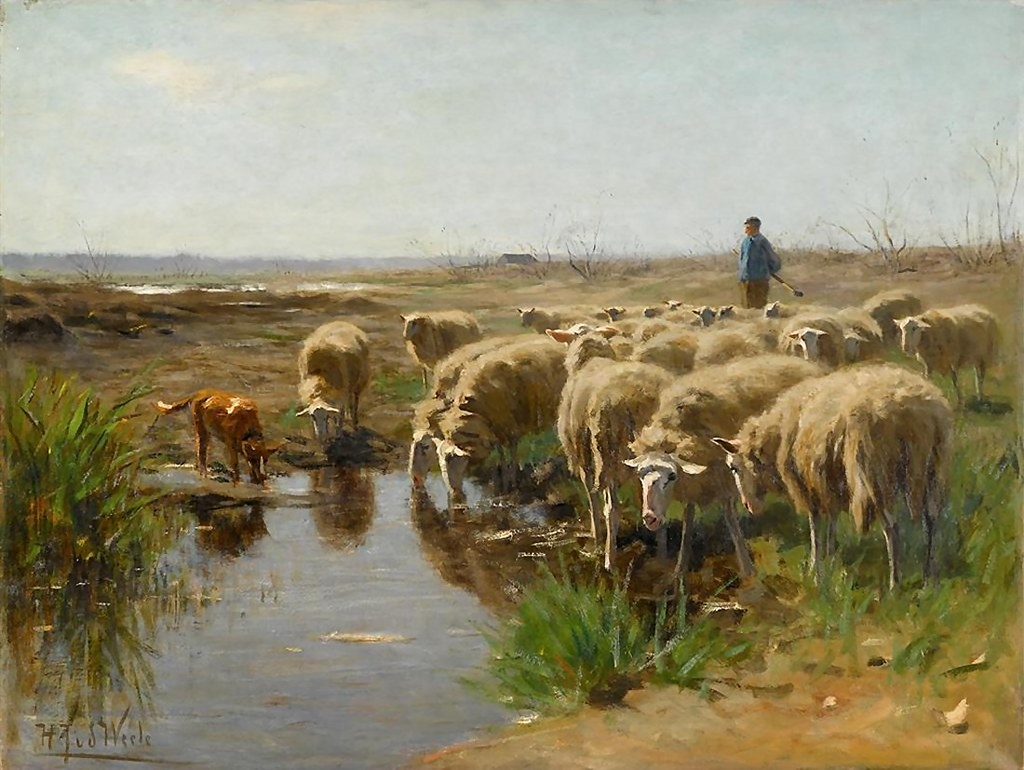
Schafe an der Tränke

Herman Johannes van der Weele (* 13. Januar 1852 in Middelburg; † 2. Dezember 1930 in Den Haag) war ein niederländischer Tiermaler, Zeichner, Grafiker und Radierer.
Herman Johannes van der Weele studierte ab 1873 an der Koninklijke Academie van Beeldende Kunsten in Den Haag.
Er wurde Mitglied von „Pulchri Studio“ und „Arti et Amicitiae“. Er wurde von der Haager Schule, insbesondere von Anton Mauve beeinflusst. Er malte fast ausschließlich Tiere, meist Schafe, seltener Rinder und Pferde. Van der Weele unterrichtete an der Handwerksschule in Den Haag. Zu seinen Schülern gehörte Jan Toorop. Van der Weele war mit Floris Arntzenius befreundet. Er war Mitbegründer von Hollandsche Teekenmaatschappij.
Neben der Malerei beschäftigte sich mit der Radierung. Einige seiner Radierungen entstanden nach dem Vorbild der Gemälde Mauves.